# Spanisches Militärordinariat

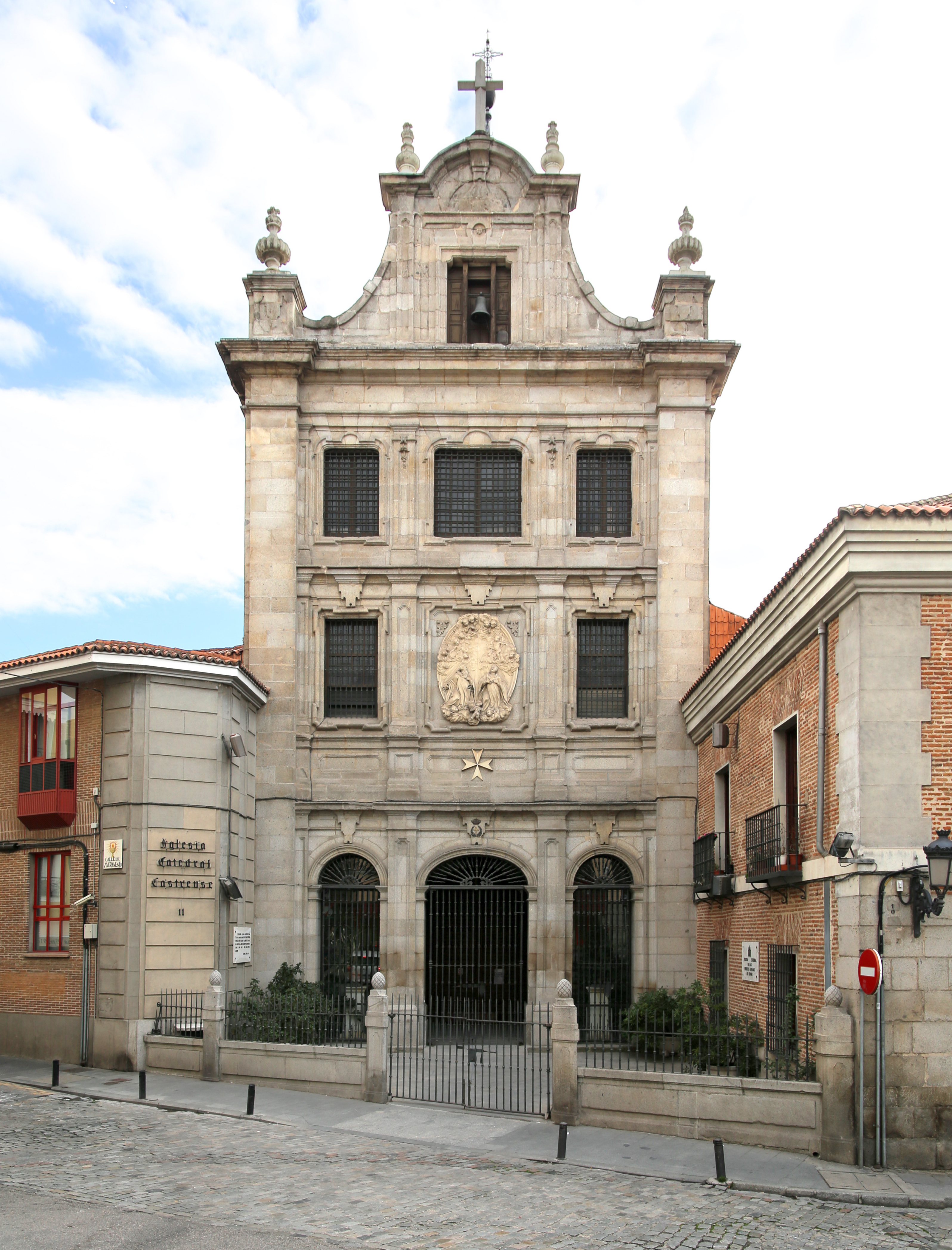
Kathedrale des Militärordinariats

Das Spanische Militärordinariat (spanisch Arzobispado castrense de España, lateinisch Ordinariatus Militaris Hispaniae) ist das Militärordinariat in Spanien und zuständig für die Spanischen Streitkräfte.

## Geschichte
Das Spanische Militärordinariat betreut Angehörige der spanischen Streitkräfte katholischer Konfessionszugehörigkeit seelsorgerisch. Es wurde durch Papst Pius XII. am 5. August 1950 als Militärvikariat errichtet. Nach gegenseitigem Beschluss zwischen dem Heiligen Stuhl und dem Königreich Spanien befindet sich der Sitz des spanischen Militärordinariats in Madrid. Es wurde am 21. Juli 1986 durch Papst Johannes Paul II. mit der Apostolischen Konstitution Spirituali militum curae zur Diözese erhoben.

## Militärerzbischöfe
| Nr. | Name                        | Amt                                        | von           | bis            |
| --- | --------------------------- | ------------------------------------------ | ------------- | -------------- |
| 1   | Luigi Alonso Muñoyerro      | Titularerzbischof von Sion                 | 12. Dez. 1950 | 23. Sept. 1968 |
| 2   | José López Ortiz OSA        | Titularerzbischof von Gradum               | 18. Feb. 1969 | 28. Mai 1977   |
| 3   | Emilio Benavent Escuín      | Titularerzbischof von Maximiana in Numidia | 28. Mai 1977  | 27. Okt. 1982  |
| 4   | José Manuel Estepa Llaurens | Titularerzbischof von Italica              | 30. Juli 1983 | 30. Okt. 2003  |
| 5   | Francisco Pérez González    |                                            | 30. Okt. 2003 | 31. Juli 2007  |
| 6   | Juan del Río Martín         |                                            | 30. Juni 2008 | 28. Jan. 2021  |
| 7   | Juan Antonio Aznárez Cobo   |                                            | 15. Nov. 2021 |                |